# Мода (оптика)
Мо́да — стабильное состояние электромагнитного поля внутри световода или оптического резонатора. Представляет собой одно из решений уравнений Максвелла для определённой, заданной условиями структуры.
Условно моду световода иногда определяют и как траекторию, по которой распространяется свет. При V < 2,4 можно говорить, что в световоде распространяется только одна мода. Одномодовыми являются и световоды, в которых реализуется такой режим в ближней ИК-области. При V > 2,4 генерируются моды более высоких порядков. Число мод при большом значении нормированной частоты порядка {\displaystyle V^{2}/2}.
Понятие «одномодовости» носит несколько условный характер, так как при уменьшении длины волны излучения одномодовый световод становится многомодовым.
Значение нормированной частоты, в частности, определяет модовый состав излучения в световоде.